# Tyndarichus scaurus
Tyndarichus scaurus is een vliesvleugelig insect uit de familie Encyrtidae. De wetenschappelijke naam werd in 1837 gepubliceerd door Francis Walker.